# Könyves Kálmán körút
Könyves Kálmán körút est une voie structurante de Budapest, formant avec Vörösvári út, Róbert Károly körút, Hungária körút et Dombovári út une longue ceinture circulaire autour de la zone péri-centrale de la ville, extérieure au Nagykörút. Cette section se situe entre le croisement avec Kőbányai út et Lágymányosi híd. Ce boulevard est parcouru par les lignes  1 1A du tramway de Budapest. En raison de son accessibilité, c'est sur cet axe que se situe la Gare routière internationale de Budapest-Népliget, à proximité du Népliget.
Le boulevard tient son nom de Coloman de Hongrie, dit « le bibliophile ».